# مایع ظرفشویی

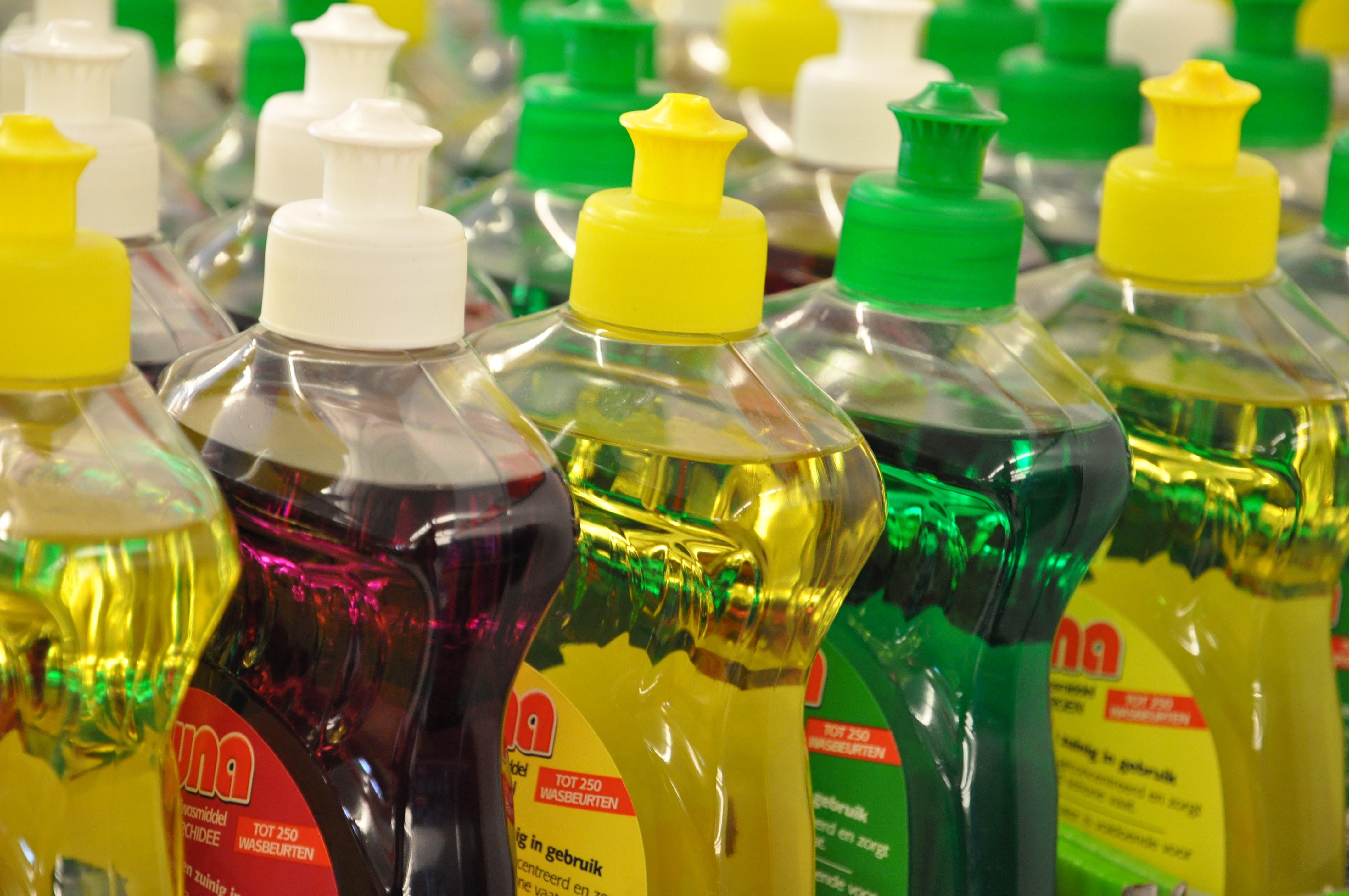
مایع ظرفشویی

مایع ظرفشویی مایعی شوینده است که برای شستن ظروف از آن استفاده می‌شود. این ماده کف زاست که برای زدودن چربی و اضافات مواد غذایی از روی ظروف طراحی شده‌است.
مواد شوینده شستشو برای ماشین‌های ظرفشویی به صورت کارتریج، ژل، مایعات، پک‌ها، پودر و قرص‌های مختلف تولید و به بازار عرضه می‌شوند. هر مایع شستشو دهنده ممکن است شامل سفید کننده، آنزیم‌ها یا مواد شستشو باشد.
برخی از مواد شوینده شستشوی ظروف خانگی ممکن است از مواد غذایی مانند بوراکس، روغن اسانس، روغن اوکالیپتوس و صابون نوار رنده شده‌استفاده کنند.
نوع دیگری از آن وجود دارد که برای شستن ظروف درون ماشین ظرف‌شویی ساخته می‌شود. از نظر شیمیائی مایع ظرفشوئی از ترکیب یک سری مواد اصلی پاک‌کننده تحت عنوان سورفاکتانت و دیگر مواد افزودنی جهت ایجاد کیفیت و بعضی خصوصیات مختلف مثل نرم‌کنندگی و عطر تشکیل شده‌است. سورفاکتانتها خود بر اساس نوع ترکیب شیمیایی به نوع آنیونی و کاتیونی و غیر یونی تقسیم می‌شوند.

## ترکیبات
مواد شوینده دستی از سورفاکتانت استفاده می‌کنند تا نقش اصلی را در تمیز کردن بازی کند. با استفاده از این مواد تنش سطحی کاهش می‌یابد.
افزایش حلالیت مخلوط‌های سورفکتانت مدرن، به آب اجازه می‌دهد تا قدرت پاک‌کنندگی مضاعفی پیدا کنند و از این مایع ظرفشویی در ماشین ظرفشویی نیز بتوان استفاده کرد.
با این حال، اکثر مردم همچنین ظروف را با آب خالص شستشو می‌کنند تا مطمئن شوند که از هر گونه باقی ماندهٔ صابون که می‌تواند طعم غذا را تحت تأثیر قرار دهد خلاص می‌شوند.
مایع شستشو می‌تواند باعث التهاب پوست و ایجاد اگزما دست شود، مخصوصاً برای افرادی که دارای «حساسیت پوستی» هستند.
به این افراد معمولاً توصیه می‌شود که در حین استفاده از مایع ظرفشویی از دستکش استفاده کنند.

## انواع مواد شوینده ظرف
از گذشته تا کنون انواع مختلفی ماده شوینده برای شستن ظرف‌ها ساخته و در مصرف همگان قرار گرفته‌است. مایع، قرص، ژل و پودر از انواع مواد شوینده برای ظرف می‌باشند. هر مایع ظرفشویی ممکن است حاوی آنزیم، مواد سفید کننده، اسانس و روغن اکالیپتوس باشد. برخی از این مواد شوینده برای استفاده با دست و برخی جهت استفاده در ماشین ظرفشویی هستند.